# Clavosurcula schepmani
Clavosurcula schepmani é uma espécie de gastrópode do gênero Clavosurcula, pertencente a família Cochlespiridae.